# 't Vlasbloemeken
't Vlasbloemeken là một nhà hàng nằm ở Koewacht, Hà Lan. Đây là một nhà hàng ăn uống cao cấp đã được trao tặng một sao Michelin trong giai đoạn 2012 đến nay.
Năm 2014, GaultMillau đã trao cho nhà hàng 15 trên 20 điểm.
Eric van Bochoven là bếp trưởng của 't Vlasbloemeken.